# Sperlinga
Sperlinga ist eine italienische Gemeinde im Freien Gemeindekonsortium Enna auf der Mittelmeerinsel Sizilien und gehört somit zur Autonomen Region Sizilien mit 675 Einwohnern (Stand 31. Dezember 2023). Der Ort ist Mitglied der Vereinigung I borghi più belli d’Italia (Die schönsten Orte Italiens).

## Lage und Daten
Sperlinga liegt im Nordwesten Siziliens, 49 km nördlich von Enna, in stark hügeligem Gebiet, umschlossen von umfangreichen Wäldern. Die Einwohner produzieren Getreide, Obst und Oliven oder leben vom Verkauf von Töpferware, Webereiartikel und Souvenirs. Da Jugendliche aber kaum Existenzmöglichkeiten haben, wandern nach wie vor viele der jungen Einwohner ab, um anderswo Arbeit zu finden.
Die Nachbargemeinden sind Gangi (PA) und Nicosia.

## Geschichte
Die erste Burg ist schon unter den Normannen belegt (1132 im Besitz von Russo Rosso). Am gleichen Ort, auf der alten Burg aufbauend, gründete 1597 der Baron di San Bartolomeo di Belice den Kern der heutigen, seither mehrmals um- und ausgebauten Zitadelle. Darum herum, dem Verlauf des Felsens und des Tales folgend, entwickelte sich der Ort, von dessen Zentrum ein Treppenaufgang in den Tuffstein des massigen Felsklotzes der Zitadelle gehauen ist. Dabei sind einzelne der zu einem ausgeklügelten, weiträumigen Verteidigungssystem mit Verbindungstunneln ausgebauten Höhlen in mehreren Etagen noch wesentlich älter und seit Jahrtausenden von Menschen bewohnt.

## Sehenswürdigkeiten

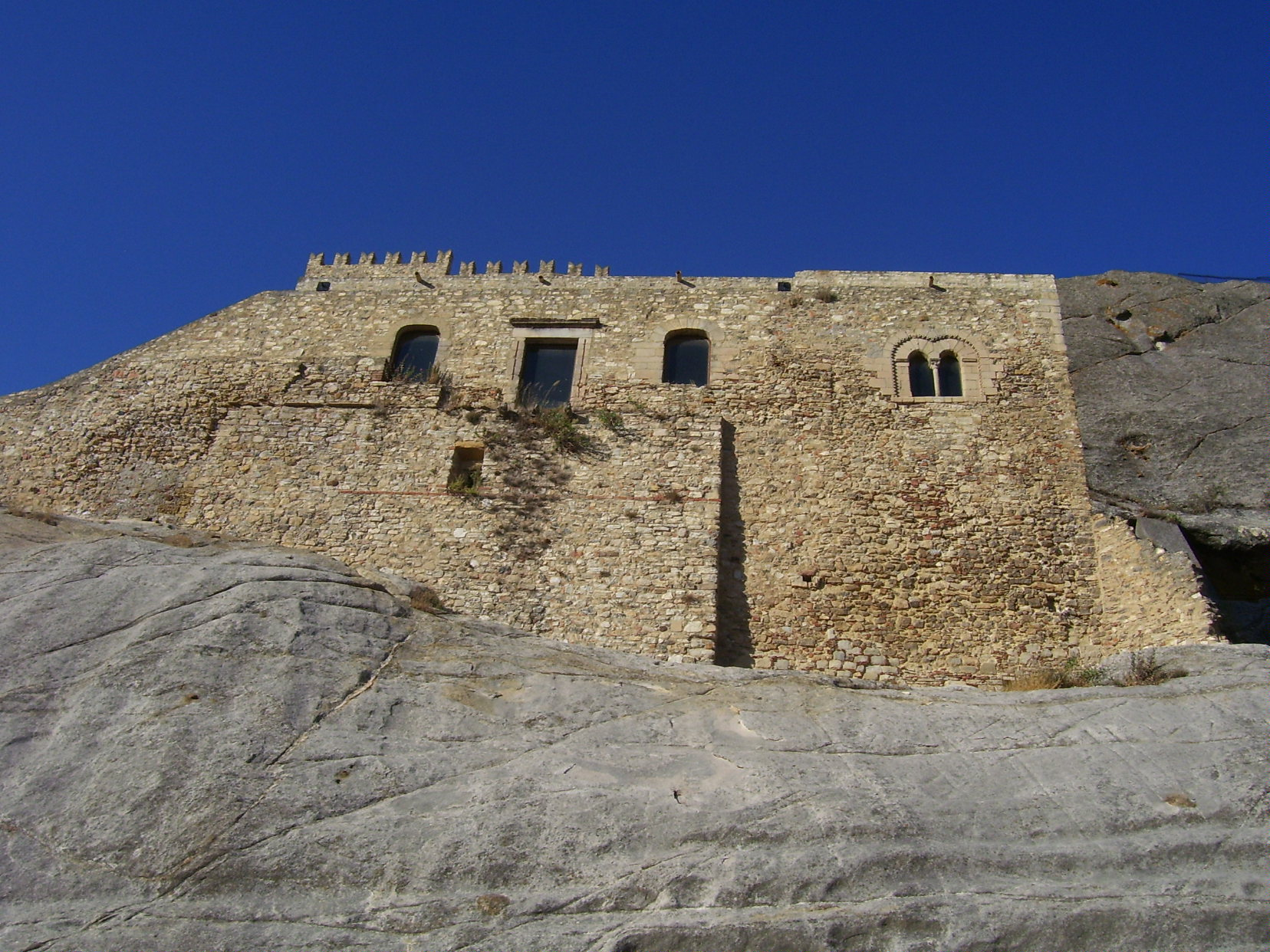
Die Burg

Als Besonderheit bietet Sperlinga einen einzigartigen, hochaufragenden Höhlenburgberg. Eine weitgehende Selbstversorgung der Bewohnergemeinschaft über längere Zeit war durch große Vorratshaltung, ein Zisternensystem zur Wasserversorgung und sogar Tierhaltung in den unteren Höhlen gewährleistet, so dass in späterer Zeit während der Sizilianische Vesper genannten Aufstände der Sizilianer gegen die okkupierenden Franzosen französische Truppen in Sperlinga einer großen und langen Belagerung erfolgreich widerstanden.
Viele der teils uralten natürlichen, teils erweiterten oder neugehauenen Höhlen in der und um die Burg wurden bis vor kurzem noch als ärmliche Behausungen genutzt, heute stehen die meisten leer oder finden Nutzung als Viehställe und Kammern, obschon einige erfolgreiche Aus- und Umbauten in jüngerer Zeit zeigen, dass die Höhlen mit entsprechendem Kapitaleinsatz zu modernen und komfortablen Wohnungen mit unübertrefflichen Klimabedingungen ausgebaut werden können. Doch diese Möglichkeit wird bisher kaum genutzt, da der Ort heute trotz seines großen touristischen Potenzials verarmt ist. Bisher fand sich kein Investor, der bereit war, die nötige Infrastruktur für Übernachtungsgäste bereitstellen zu lassen, obgleich schon große und beeindruckende Anstrengungen zur Renovierung im Bereich der Burg mit Rekonstruktion der Burgkirche und Einrichtung eines Museums unternommen wurden. Mangels Übernachtungs- und Restaurationsmöglichkeiten reisen die wenigen Besucher meist schnell wieder ab, ohne Geld im Ort zu lassen.

## Veranstaltungen
Die Einwohner heißen Sperlinghesi und verehren als Schutzpatron den hl. Johannes den Täufer (San Giovanni Battista), dessen Fest alljährlich am 24. Juni mit einer großen, festlichen Prozession gefeiert wird, zu der auch die meisten der emigrierten ehemaligen Bewohner des Ortes mitsamt Nachkommenschaft anreisen.